# 아시아당나귀
아시아당나귀(학명: Equus hemionus, 영어: onager 오나저[*])는 말과 말속 당나귀아속에 딸린 아시아 대륙 토종인 야생 들당나귀이다. 1755년 학계에 기재되었으며 기재된 이래 5가지 아종이 존재했으나 1종은 이미 멸종했다.
몸길이는 2.1m에 몸무게는 290kg에 육박하여 아프리카야생당나귀보다 더 크고 무겁다. 털 빛깔은 밝은 상아색과 적갈색이 혼합돼 있으며, 굵은 줄무늬가 척추를 따라 몸을 가로지른다. 달리는 속도가 빨라 시속 64-70km에 달한다. 말과 당나귀와는 달리 아시아당나귀는 따로 가축화가 이루어진 적이 없으며, 아프리카야생당나귀와는 조상을 공유한다. 같은 당나귀아속에 속하는 컁은 한때 아시아당나귀의 아종으로 여겨졌으나 현재는 연구 결과에 따라 서로 다른 종으로 분류한다.
이전에는 이스라엘·사우디아라비아·이라크·요르단·시리아·아프가니스탄·러시아·시베리아 등 서아시아 전역에 걸쳐서 서식했으며, 현세에 이르러 멸종한 아종인 유럽야생당나귀의 경우 청동기 시대가 저물기 전까지 유럽에 분포했었다. 20세기 초에 이르자 본래 분포하고 있던 서식지를 대거 잃게 되어 현재는 이란·파키스탄·인도·몽골·카자흐스탄·우즈베키스탄·투르크메니스탄·중국 등지의 사막에 걸쳐 분포한다.
사막에서 주로 살아가지만 초원·평야·스텝·사바나에서 서식하기도 하며, 여타 초식동물과 같이 밀렵과 서식지 파괴로 인해 분포지가 이전 시대에 비해 현격하게 축소되었다. 본래 멸종위기종으로 책정되었으나 2015년 IUCN 적색 목록에서 준위협종(NT)으로 조정되었다. 5가지 아종 가운데 절멸한 시리아당나귀를 제외하면 투르크메니아쿨란·페르시아오나거 2종은 멸종위기종, 인도당나귀·몽고야생당나귀 2종은 준위협종으로 등재되어 있다. 중국에 분포하는 개체군은 조사가 부족하여 현황이 상세하게 알려져 있지 않다. 페르시아오나거는 현재 절멸한 시리아당나귀의 생태지위를 대체하기 위해 아라비아반도·이스라엘·요르단 등 중동 지역에 재도입이 추진되어 가고 있다.

## 아종
- 몽고야생당나귀 (Equus hemionus hemionus)
- 투르크메니아쿨란 (Equus hemionus kulan)
- 페르시아오나거 (Equus hemionus onager)
- 인도당나귀 (Equus hemionus khur)
- † 시리아당나귀 (Equus hemionus hemippus)
- † 유럽야생당나귀 (Equus hemionus hydruntinus)